# Marga Köhler

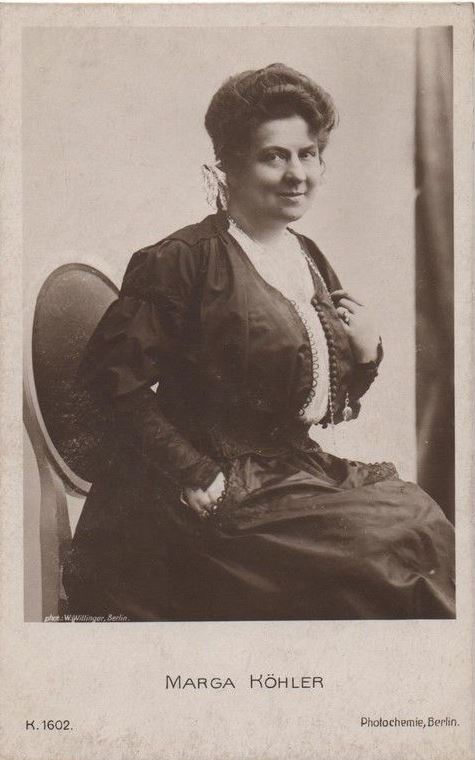
Marga Köhler auf der Porträt-Postkarte K. 1602 des Photochemie-Verlags, fotografiert von Wilhelm Willinger, Berlin

Marga Köhler (* 13. Juli 1867 als Bertha Margarethe Süßkind in Leipzig; † Ende 1921 auf dem Atlantik) war eine deutsche Theater- und Stummfilmschauspielerin.

## Leben und Wirken
Die geborene Margarethe Süßkind kam als Tochter des Gastwirts Friedrich Hermann Süßkind und seiner Frau Amalie Bertha, geb. Häder, in Leipzig zur Welt. Später übersiedelte sie mit ihren Eltern nach Belzig. 1889 heiratete sie in Berlin den Buchhalter Max Lemcke. Nach elf Jahren wurde die Ehe geschieden.
1896 begann sie ihre Bühnenkarriere unter dem Namen Margarethe Köhler am Berliner Residenz-Theater. 1897 wechselte sie an das Neue Theater. Ab 1899 firmierte sie als Marga Köhler und trat in der Folgezeit an verschiedenen hauptstädtischen Bühnen auf. Zwischen 1905 und 1907 ist kein Festengagement nachweisbar. In den darauffolgenden Jahren waren das Kölner Residenztheater, das Theater in der Josefstadt in Wien sowie das Berliner Revuetheater „Folies Caprice“ Stationen ihres Wirkens. 1912 kehrte sie nach 16 Jahren an das Residenz-Theater zurück und verblieb dort bis während des Ersten Weltkriegs.
Nachdem Marga Köhler bereits 1912 die Titelrolle in Rudolf del Zopps Stummfilm-Melodram Die Dame in Schwarz übernommen hatte, konzentrierte sie sich ab 1915 überwiegend auf die Filmschauspielerei und avancierte bald zur „bekannteste[n] Mütterdarstellerin Deutschlands“. 1919 steigerte sie sich auf über 20 Produktionen. Oft handelte es sich dabei um Dramen, bei denen Richard Eichberg Regie führte. Zuletzt spielte Marga Köhler vermehrt in Komödien von Ernst Lubitsch.
Bereits 1911 hatte sie sich mit einer Gruppe von Berufskollegen nach Valparaíso eingeschifft. Zehn Jahre später befand sich Marga Köhler erneut auf einer Tournee durch Südamerika, in deren Rahmen sie unter anderem in Buenos Aires auftrat. In den letzten Tagen ihres Aufenthalts zog sie sich eine Erkältung zu und verstarb gegen Ende des Jahres 1921 auf der Rückreise nach Europa. „Ihr Leichnam wurde unter grossen Feierlichkeiten ins Meer versenkt“. 

## Filmografie (Auswahl)
- 1912: Die Dame in Schwarz
- 1914: Die Finsternis und ihr Eigentum
- 1915: Strohfeuer (Kurzfilm)
- 1915: Die Einödpfarre
- 1916: Das Skelett
- 1916: Der 10. Pavillon der Zitadelle
- 1916: Der Ring des Schicksals
- 1916: Dr. Satansohn (Kurzfilm)
- 1916: Frauen, die sich opfern
- 1916: Seltsame Köpfe
- 1916: Suzannens Tugend
- 1917: Das Bacchanal des Todes
- 1917: Der Geigenspieler
- 1917: Der schwarze Chauffeur
- 1917: Der Fall Dombronowska-Clemenceau
- 1917: Frau Lenes Scheidung
- 1917: Für die Ehre des Vaters
- 1917: Los vom Mann!
- 1917: Strandgut oder Die Rache des Meeres
- 1918: Der Weg ins Freie
- 1918: Bräutigam auf Aktien
- 1918: Das Tagebuch einer Verlorenen
- 1918: Der goldene Pol
- 1918: Die Buchhalterin
- 1918: Die schöne Jolan
- 1918: Ihr Junge
- 1918: Marineleutnant von Brinken, 1. Der Schuldschein des Pandola
- 1918: Verlorene Töchter
- 1919: Alles verkehrt
- 1919: Am Kreuzweg der Leidenschaften
- 1919: Baccarat
- 1919: Das Ende vom Liede
- 1919: Das Rätsel der Unbekannten
- 1919: Das Valutamädel
- 1919: Der Bastard
- 1919: Der lustige Ehemann
- 1919: Sklaven fremden Willens
- 1919: Die Kupplerin
- 1919: Die Prostitution, 1. Teil
- 1919: Die Puppe
- 1919: Die Tragödie der Manja Orsan
- 1919: Gebannt und erlöst
- 1919: Hypnose
- 1919: Kinder der Liebe, 2. Teil
- 1919: Kronprinz Rudolph oder: Das Geheimnis von Mayerling
- 1919: Madame Dubarry
- 1919: Rausch
- 1919: Taumel
- 1919: Wehrlose Opfer
- 1919: Wem nie von Liebe Leid geschah
- 1920: Das Glücksschwein
- 1920: Der Fürstenmord, durch den Millionen starben
- 1920: Die Frau ohne Seele
- 1920: Die Tochter der Arbeit
- 1920: Die Wohnungsnot
- 1920: Ihr Recht
- 1920: Kakadu und Kiebitz
- 1920: Romeo und Julia im Schnee
- 1920: Die schwarze Spinne
- 1921: Das Schicksal des Edgar Morton
- 1921: Die Bergkatze
- 1921: Fortunato, 1. Der tanzende Dämon
- 1921: Hände hoch, 1. Teil
- 1921: Hände hoch, 2. Teil
- 1922: Hoteldiebe
- 1924: Im Schatten der Anderen